# Mordella sellata
Mordella sellata es una especie de coleóptero de la familia Mordellidae.

## Distribución geográfica
Habita en México.